# Carasobarbus saadatii
Carasobarbus saadatii — вид прісноводних риб родини коропових. Описаний у 2024 році.

## Назва
Вид названо на честь Мохамадалі Саадаті як визнання його значного внеску в систематику прісноводних риб в Ірані. Він став першим іранським іхтіологом, який провів систематичне дослідження систематики та розподілу прісноводних риб в Ірані в 1977 році. Досі його висновки використовують декілька іранських іхтіологів.

## Поширення
Ендемік Ірану. Вид поширений у нижній течії річки Карун та в річці Великий Заб на заході країни.